# Veikko Hakulinen
Veikko Johannes Hakulinen (4. ledna 1925, Kurkijoki – 24. října 2003, Valkeakoski) byl finský běžec na lyžích, trojnásobný olympijský vítěz a trojnásobný mistr světa.
Vyhrál běh na 50 km na ZOH 1952 v čase 3:33,33, další olympijská vítězství získal na ZOH 1956 na 30 km a na ZOH 1960 ve štafetě. Na mistrovství světa v klasickém lyžování 1954 ve Falunu stál na stupních vítězů ve všech čtyřech běžeckých disciplínách: vyhrál 15 km a štafetu a byl druhý na třicítce a padesátce. Mistrovský titul na patnáctikilometrové trati obhájil o čtyři roky později na domácí půdě v Lahti. Také čtyřikrát vyhrál Holmenkollen Ski Festival a byl osminásobným mistrem Finska. Po olympiádě 1960 dal před během přednost biatlonu. Byl ve štafetě druhý na mistrovství světa v biatlonu 1953 a pátý na MS 1965, na ZOH 1964 skončil v individuálním závodě na patnáctém místě.
Vyhrál anketu o nejlepšího sportovce Finska v letech 1952, 1953, 1954 a 1960 (to je největší počet prvenství před rozdělením ankety na mužskou a ženskou část). Byl všestranným sportovcem, provozoval také orientační běh a veslování. Byl četařem finské armády, později pracoval jako lesník. Zemřel při dopravní nehodě ve věku 78 let.